# Sant Llorenç des Cardassar
Sant Llorenç des Cardassar település Spanyolországban, a Baleár-szigeteken. Sant Llorenç des Cardassar Artà, Son Servera, Petra és Manacor községekkel határos. Lakosainak száma 9331 fő (2024).

## Népesség
A település népessége az elmúlt években az alábbi módon változott:
| Lakosok száma | 6692 | 7280 | 7738 | 8687 | 8963 | 8320 | 8138 | 8431 | 8920 | 9331 |
|               | 2001 | 2004 | 2006 | 2009 | 2011 | 2014 | 2016 | 2019 | 2021 | 2024 |